# 大东街道 (东港市)
大东街道，是中华人民共和国辽宁省丹东市东港市下辖的一个乡镇级行政单位。

## 行政区划
大东街道下辖以下地区：
花园街社区、公安社区、桥东社区、育才社区、向阳社区、新华社区、海关委社区、锦江社区、翠园社区、朝阳社区、站前菜农村、大东菜农村、新沟菜农村和锦江渔委会。